# Petar Milić
Petar Milić, slovenski pianist.
Rojen v Kranju, se je s sedmimi leti pričel učenja klavirja. Po končani osnovni šoli je izobraževanje nadaljeval na Gimnaziji Kranj, sočasno pa je obiskoval Srednjo glasbeno šolo v Ljubljana, razred prof. Janeza Lovšeta. Po maturi je študij klavirja nadaljeval na ljubljanski Akademiji za glasbo pod mentorstvom istega mentorja. Tekom študija je koncertiral po Sloveniji, dodatno pa se je izobraževal pri priznanih mednarodnih mojstrih, kot so Arbo Valdma, Igor Lazko, Daniele Alberto, Pascal Devoyon in Elena Lapitskaja. Leta 1996 je prejel Prešernovo nagrado Akademije za glasbo v Ljubljani, in sicer za izvedbo 4. klavirskega koncerta Ludviga van Beethovna pod taktirko Antona Nanuta. Leta 1997 se je udeležil mednarodnega klavirskega tekmovanja Nikolaj Rubinstein v Parizu, kjer je osvojil 1. nagrado. Istega leta je bil povabljen na glasbeni festival Rencontres musicales de Geneve v Švico. 
Znanje je poglabljal na podiplomskem študiju na Hochschule der Künste v Berlinu  pri prof. Klausu Hellwigu. Med tem časom je nastopal v Berlinu, Hanovru, pa tudi v Sloveniji, kjer je posnel več zvočnih in video posnetkov za RTV Slovenija. Leta 2001 je bil posnetek njegovega recitala s strani žirije evropskih radijskih hiš izbran za sodelovanje na glasbenem festivalu v Bratislavi, v okviru mednarodne tribune mladih instrumentalistov, ideje, ki je nastala na pobudo Yehudija Menuhina. Njegov solistični nastop je v živo spremljalo več milijonov poslušalcev po Evropi. 
Kot solist se je predstavil na mednarodnih  festivalih Carniola, Cellomusica, Bohinjski in Piranski poletni festival, leta 2008 pa dvakrat v Bruslju. Med drugim je kot gost praizvedel Koncert za klavir in orkester S. Devjaka v sodelovanju s Slovensko filharmonijo in Gershwinovo Rapsodijo v modrem. Sodeloval je tudi s komornim orkestrom Carnium, s katerimi je pod vodstvom Petra Škerjanca izvedel Griegov, Beethovnov 5. in Mozartov klavirski koncert v d - molu.